# Beaufort Range
Beaufort Range är ett berg i Kanada.   Det ligger i provinsen British Columbia, i den sydvästra delen av landet, 3 700 km väster om huvudstaden Ottawa. Toppen på Beaufort Range är 1 556 meter över havet.
Terrängen runt Beaufort Range är kuperad åt nordost, men åt sydväst är den bergig. Beaufort Range är den högsta punkten i trakten. Runt Beaufort Range är det glesbefolkat, med 15 invånare per kvadratkilometer.. Närmaste större samhälle är Union Bay, 16,7 km norr om Beaufort Range. 
I omgivningarna runt Beaufort Range växer i huvudsak barrskog.